# Hemarthria pratensis
Hemarthria pratensis är en gräsart som först beskrevs av Benedict Balansa, och fick sitt nu gällande namn av Clayton. Hemarthria pratensis ingår i släktet Hemarthria och familjen gräs. Inga underarter finns listade i Catalogue of Life.